# Xã Polk, Quận Cass, Missouri
Xã Polk (tiếng Anh: Polk Township) là một xã thuộc quận Cass, tiểu bang Missouri, Hoa Kỳ. Năm 2010, dân số của xã này là 1.876 người.